# Graptodytes pietrii
Graptodytes pietrii är en skalbaggsart som beskrevs av Joseph Henri Adelson Normand 1933.
Graptodytes pietrii ingår i släktet Graptodytes och familjen dykare. Inga underarter finns listade i Catalogue of Life.